# Shizuka Murayama
Shizuka Murayama (26 de octubre de 1918 - 22 de octubre de 2013) fue un pintor de yōga japonés-francés.
Nacido en Ohara Village (actual Itako), Prefectura de Ibaraki, Murayama comenzó a estudiar pintura a la acuarela bajo la enseñanza de Susumu Kobori. Después de mudarse a Tokio, se matriculó en la Academia Privada de Arte Kawabata.
En la segunda mitad de la década de 1950, se trasladó a Francia, cuya nacionalidad adquirió en 1981.